# Naționalismul revoluționar
Naționalismul revoluționar este un nume care a fost aplicat filozofiei politice a multor tipuri diferite de mișcări politice naționaliste care doresc să-și atingă obiectivele printr-o revoluție împotriva ordinii stabilite. Indivizii și organizațiile descrise ca fiind naționaliste revoluționare includ unele curente politice din cadrul Revoluției Franceze, republicanii irlandezi implicați în luptă armată împotriva coroanei britanice, mișcarea Cần Vương împotriva dominației franceze în Vietnam, mișcarea de independență a Indiei în secolul XX, unii participanți la revoluția mexicană, Benito Mussolini și fasciștii italieni, guvernul autonom din Khorasan, Augusto Cesar Sandino, mișcarea naționalistă revoluționară din Bolivia, naționalismul negru din Statele Unite și unele mișcări de independență africane.